# 허원서
허원서(2001년 11월 16일 ~ )는 대한민국의 배우이다.

## 드라마
- 2020년 : 웹드라마 《리얼:타임:러브2》- 이동휘 역
- 2021년 : 웹드라마 《리얼:타임:러브3》- 이동휘 역
- 2022년 : 웹드라마 《리얼:타임:러브4》- 이동휘 역
- 2023년 : tvN 월화드라마 《청춘월담》- 태강/태산 역 (1인2역)